# Настанова щодо експлуатування
Настанова щодо експлуатування (використання) ( розмовне — інструкція з експлуатації, у задавненому стандарті ДСТУ 3321-96 — настанова з експлуатації) згідно з чинним ДСТУ 3321:2003, це текстовий конструкторський документ, який містить: 
- відомості про улаштування, спосіб дії і технічні показники виробу та його складників;
- указівки, потрібні, щоби належно й безпечно застсовувати виріб і оцінювати його технічний стан, а також щоби визначати потребу в лагодженні;
- відомості щодо утилізування виробу та його складових.

Код документа за міждержавним стандартом ДСТУ ГОСТ 2.601:2006 — РЭ.
Настанова щодо експлуатування (РЭ) – експлуатаційний документ, який містить відомості про конструкцію, спосіб дії, технічні властивості виробу, його складових частин і вказівки, необхідні для правильної та безпечної роботи виробу (використання за призначенням, технічного обслуговування, поточного ремонту, зберігання та перевезення) й оцінка його технічного стану для визначеня необхідності відправки його на відновлення, а також відомості щодо захоронення чи переробки виробу й його складових частин.
Загальні вимоги щодо виконання РЭ (на вироби машинобудування, приладобудування, тощо), містяться в ДСТУ ГОСТ 2.610:2006 та ДСТУ ГОСТ 2.601:2006. 

## Вимоги до структури
РЭ здебільшого містить вступ і наступні частини (розділи, підрозділи):
- Опис і робота;
  - Опис і робота виробу;
    - Призначення виробу;
    - Технічні характеристики (властивості);
    - Склад виробу;
    - Улаштування і робота;
    - Засоби вимірювання, інструмент і приладдя;
    - Марковання і пломбування;
    - Паковання;

  - Опис і робота складових частин виробу;
    - Загальні відомості;
    - Робота;
    - Марковання і пломбування;
    - Паковання;
- Використання за призначенням;
  - Експлуатаційні обмеження;
  - Підготовка виробу до використання (або застосування);
    - Заходи безпеки щодо підготовки виробу;
    - Інше;

  - Використання (або застосування) виробу;
  - Дії за надзвичайних умов;
  - Особливості використання виробу після доопрацювання;
- Технічне обслуговування;
- Поточний ремонт;
- Зберігання;
- Перевезення;
- Утилізування;